# Jacob Vanderlint
Jacob Vanderlint († Februar 1740) war Holzhändler bei Blackfriars, London und als ökonomischer Schriftsteller ein Vorläufer der Physiokraten und ein früher Vertreter der Quantitätstheorie.

## Leben
In seinem Essay Money Answers all Things; … stellte er deutlich einige Theoriestücke dar, die spätere Ökonomen weiterentwickelt haben. So zum Beispiel das Prinzip, dass die nominellen Preise je nach dem Überfluss oder dem Mangel an Geld steigen oder fallen.
Er schlug vor, in England die Geschäftsbedingungen dadurch zu verbessern, dass die allgemeine Rente um zwanzig Prozent gesenkt werde. Den Rentenbeziehern müsse daraus aber keineswegs ein Verlust entstehen, da die Arbeitskraft und die Waren infolgedessen sich entsprechend verbilligen würden.

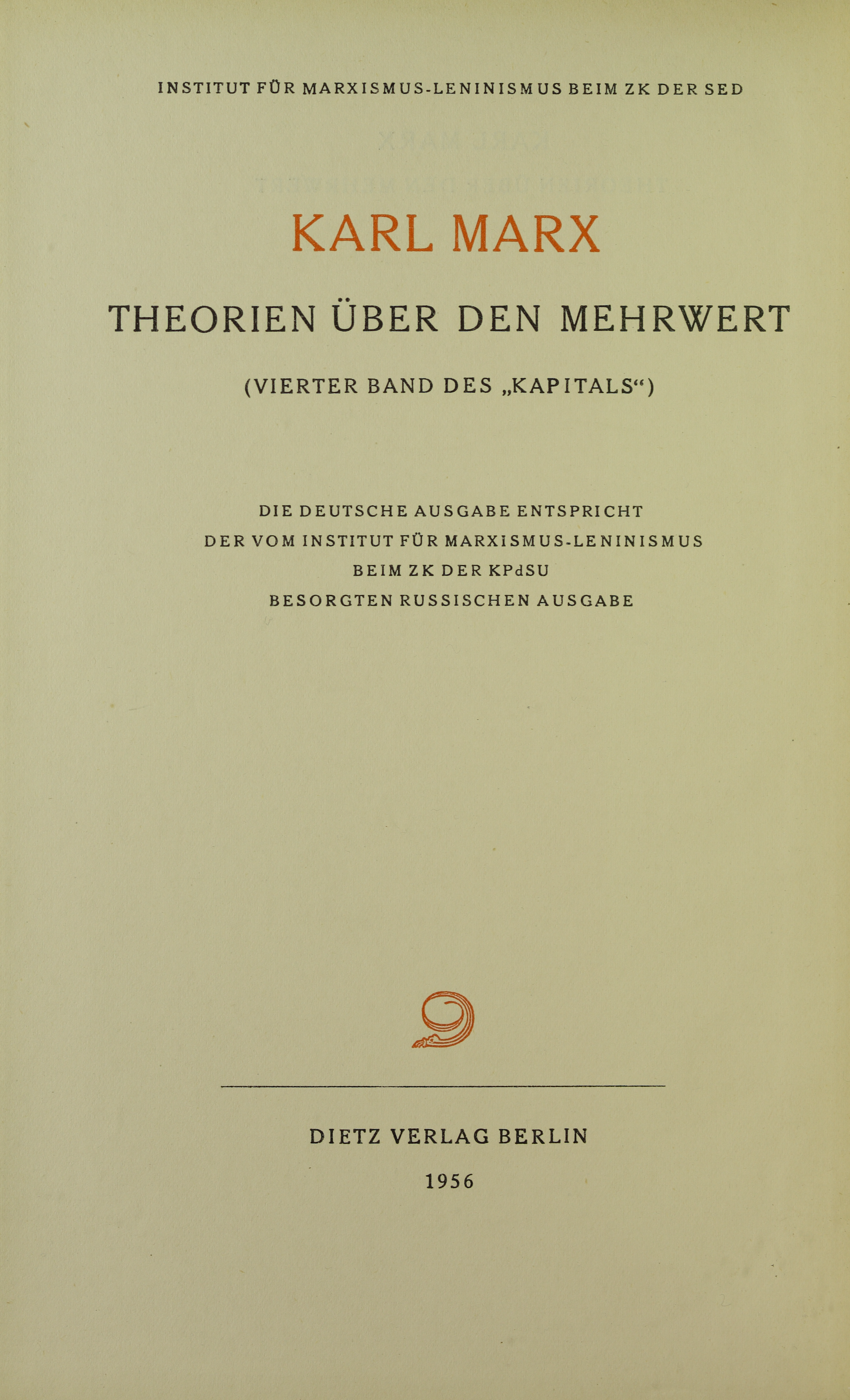
Karl Marx: Theorien über den Mehrwert, 1956

Karl Marx erwähnte Vanderlint in Band I seiner Theorien über den Mehrwert. John Gray habe zu Recht die physiokratische Lehre aus John Locke und Vanderlint abgeleitet. 
Nachstehende Passage aus Grays Schrift kennzeichnet Marx als „vanderlintisch“:

„Solange für jeden Müßiggänger ein anbaufähiges Stück Land gefunden werden kann, sollte kein Müßiggänger ohne ein Stück Land bleiben. Arbeitshäuser sind eine gute Sache; aber Arbeitsfelder sind viel besser.“

## Werke
- Money Answers all Things; or an Essay to make Money plentiful among all Ranks of People and increase our Foreign and Domestick Trade. 8 Bände. London 1734, archive.org.